# Minnesota (U-Boot)
Die Minnesota, auch USS Minnesota (Kennung: SSN-783), ist ein atomgetriebenes Jagd-U-Boot der Virginia-Klasse der United States Navy. Das U-Boot ist nach dem US-amerikanischen Bundesstaat Minnesota benannt.

## Name
SSN-783 wurde nach dem US-Bundesstaat Minnesota benannt. Das letzte U-Boot, welchen den gleichen Namen trug, wurde 1921 außer Dienst gestellt. Das U-Boot Minneapolis-Saint Paul, welches einen ähnlichen Namen trägt, wurde 2008 außer Dienst gestellt. Außerdem gab es noch ein Schlachtschiff (Minnesota von 1907), eine Fregatte (Minnesota von 1855) sowie ein Frachtschiff (Minnesotan von 1912) mit diesem Namen.
Im Jahr 2024 wurde die USS Minnesota zur United States Pacific Fleet verlegt, wo sie Ende November 2024 erstmals in ihren neuen Heimathafen, die Naval Base Guam, einlief. Die Minnesota ist das erste U-Boot der Virginia-Klasse, dass auf einer vorgeschobenen Basis im Operationsgebiet der United States Seventh Fleet, stationiert wurde.

## Geschichte
SSN-783 wurde 2004 in Auftrag gegeben und im Mai 2011 bei Newport News Shipbuilding auf Kiel gelegt. Der Stapellauf erfolgte Ende 2012. Am 7. September 2013 wurde die Minnesota in Dienst gestellt (11 Monate vor Plan) und in Groton stationiert.